# But (Opole)
But [pronunciación en polaco: /but/], (alemán: Neuvorwerk) es un pueblo en el distrito administrativo de Gmina Głogówek (Gemeinde Oberglogau), dentro del Distrito de Prudnik, Voivodato de Opole, en el suroeste de Polonia, cerca de la frontera con la República Checa. Se encuentra a unos al noroeste de Głogówek (Oberglogau), 20 kilómetros al noreste de Prudnik, y 30 kilómetros sur de la capital regional Opole.
Desde 2009, el pueblo, como gran parte del área, es oficialmente bilingüe en alemán y polaco.